# Estland i olympiska vinterspelen 2006
Estland deltog i olympiska vinterspelen 2006. Estlands trupp bestod av 26 idrottare varav 17 män och 9 kvinnor. Estlands yngsta deltagare var Jelena Glebova (16 år och 251 dagar) och den äldsta var Andrus Veerpalu (35 år och 12 dagar). Samtliga Estlands medaljer togs i längdskidåkning.

## Medaljer

### Guld
- Kristina Šmigun - Längdskidåkning: Dubbeljakt 15 km
- Kristina Šmigun - Längdskidåkning: Klassisk 10 km
- Andrus Veerpalu - Längdskidåkning: Klassisk 15 km

## Resultat

### Alpin skidåkning
- Storslalom herrar
  - Deyvid Oprja - ?
- Storslalom damer
  - Tiiu Nurmberg - 34
- Slalom damer
  - Tiiu Nurmberg - 44

### Skidskytte
- 10 km sprint herrar
  - Indrek Tobreluts - 40
  - Roland Lessing - 58
  - Dimitri Borovik - 73
  - Janno Prants - 75
- 12,5 km jaktstart herrar
  - Indrek Tobreluts - 43
  - Roland Lessing - 51
- 20 km herrar
  - Roland Lessing - 62
  - Indrek Tobreluts - 66
  - Dimitri Borovik - 70
  - Priit Viks - 74
- 4x7,5 km stafett herrar
  - Dimitri Borovik, Indrek Tobreluts, Roland Lessing och Priit Viks - 15
- 7,5 km sprint damer
  - Eveli Saue - 47
- 10 km jaktstart damer
  - Eveli Saue - ?
- 15 km damer
  - Eveli Saue - 73

### Konståkning
- Par
  - Diana Rennik och Aleksei Saks - 17
- Singel damer
  - Jelena Glebova - ?

### Nordisk kombination
- Individuell
  - Tambet Pikkor - 33
- Sprint
  - Tambet Pikkor - 32

### Backhoppning
- Normal backe
  - Jens Salumäe - 32
  - Jaan Jüris - 50
- Stor backe
  - Jens Salumäe - 23
  - Jaan Jüris - 48